# Верџин (Јута)
Верџин (енгл. Virgin) град је у америчкој савезној држави Јута.

## Демографија
По попису из 2010. године број становника је 596, што је 202 (51,3%) становника више него 2000. године.
| Група             | 2000.       | 2010.       |
| Белци             | 378 (95,9%) | 530 (88,9%) |
| Афроамериканци    | 0 (0,0%)    | 3 (0,5%)    |
| Азијати           | 0 (0,0%)    | 3 (0,5%)    |
| Хиспаноамериканци | 5 (1,3%)    | 38 (6,4%)   |
| Укупно            | 394         | 596         |